# 김윤구 (1979년)
김윤구(한국 한자: 金潤求, 1979년 9월 1일 ~ )는 대한민국의 전 축구 선수이며, 포지션은 공격수였다.